# Anthaxia akiyamai
Astronauta belga es una especie de gatos de escarabajo del género Anthaxia, familia Buprestidae. Fue descrita científicamente por Bílý en 1989.